# Shoo-Be-Doo-Be-Doo-Da-Day
Singles de Stevie Wonder
I'm Wondering
(1967) You Met Your Match
(1968)
Shoo-Be-Doo-Be-Doo-Da-Day est une chanson de 1968, initialement interprétée par Stevie Wonder, crédité en tant que coauteur aux côtés de Henry Cosby et  Sylvia Moy.
Atteignant la 1re position du classement Billboard R&B, ce titre est également repris par Michael Jackson sur son album Ben en 1972.
Il s'agit d'un des premiers morceaux utilisant un clavinet, instrument de musique à clavier créé par l'entreprise Hohner.

## Historique
Avec le titre I Was Made to Love Her sorti un an plus tôt, Shoo-Be-Doo-Be-Doo-Da-Day fait partie des premiers morceaux enregistrés utilisant le clavinet, démontrant la maîtrise de l'instrument par Stevie Wonder.
Enregistré le 27 février 1968, le single produit par Henry Cosby sort chez Tamla (référence T54165) en mars, accompagné en face B de Why Don't You Lead Me To Love, titre écrit par Lula Mae Hardaway qui n'est autre que sa maman. Le titre occupe la deuxième piste de son album For Once in My Life qui sortira quelques mois plus tard.
En 1969, la chanson apparait en face B du single Se Tu Ragazza Mia produit pour le marché italien.

### Personnel
- Stevie Wonder : voix, clavinet
- The Andantes (en) (Jackie Hicks, Marlene Barrow et Louvain Demps) : chœurs[8]
- The Funk Brothers : instrumentation[9]

## Classement
| Classement (1968)                                 | Meilleure position |
| ------------------------------------------------- | ------------------ |
| États-Unis (Billboard Hot 100)                    | 9                  |
| États-Unis (Billboard Hot Rhythm & Blues Singles) | 1                  |
| Royaume-Uni (OCC)                                 | 46                 |

## Réception
Billboard décrit le single comme "un titre groovy attrayant pour les adolescents".
Cash Box en dit qu'il s'agit d'une "délicieuse combinaison de variétés de style Detroit et Gospel" avec une "tendance rock relaxante émaillée d'éléments vocaux exceptionnels".

## Reprises
Informations issues de SecondHandSongs, sauf mentions complémentaires.
- Bill Black's Combo sur Turn on Your Love Light (1968),
- Michael Jackson sur Ben (1972),
- Linda George (en) sur Step by Step (1975).

### Échantillonnage
Informations issues de WhoSampled, sauf mentions complémentaires.
- Young MC, dans Roll With the Punches sur Stone Cold Rhymin' (1989)
- Darc Mind (en) feat. Kwite Def, dans Spontaneous sur Bipolar (2006)

## Utilisation dans les médias
Sauf indication contraire ou complémentaire, les informations mentionnées dans cette section proviennent du générique de fin de l'œuvre audiovisuelle présentée ici.
- La Vérité si je mens ! de Thomas Gilou (1997)